# Республіканські ліві Каталонії

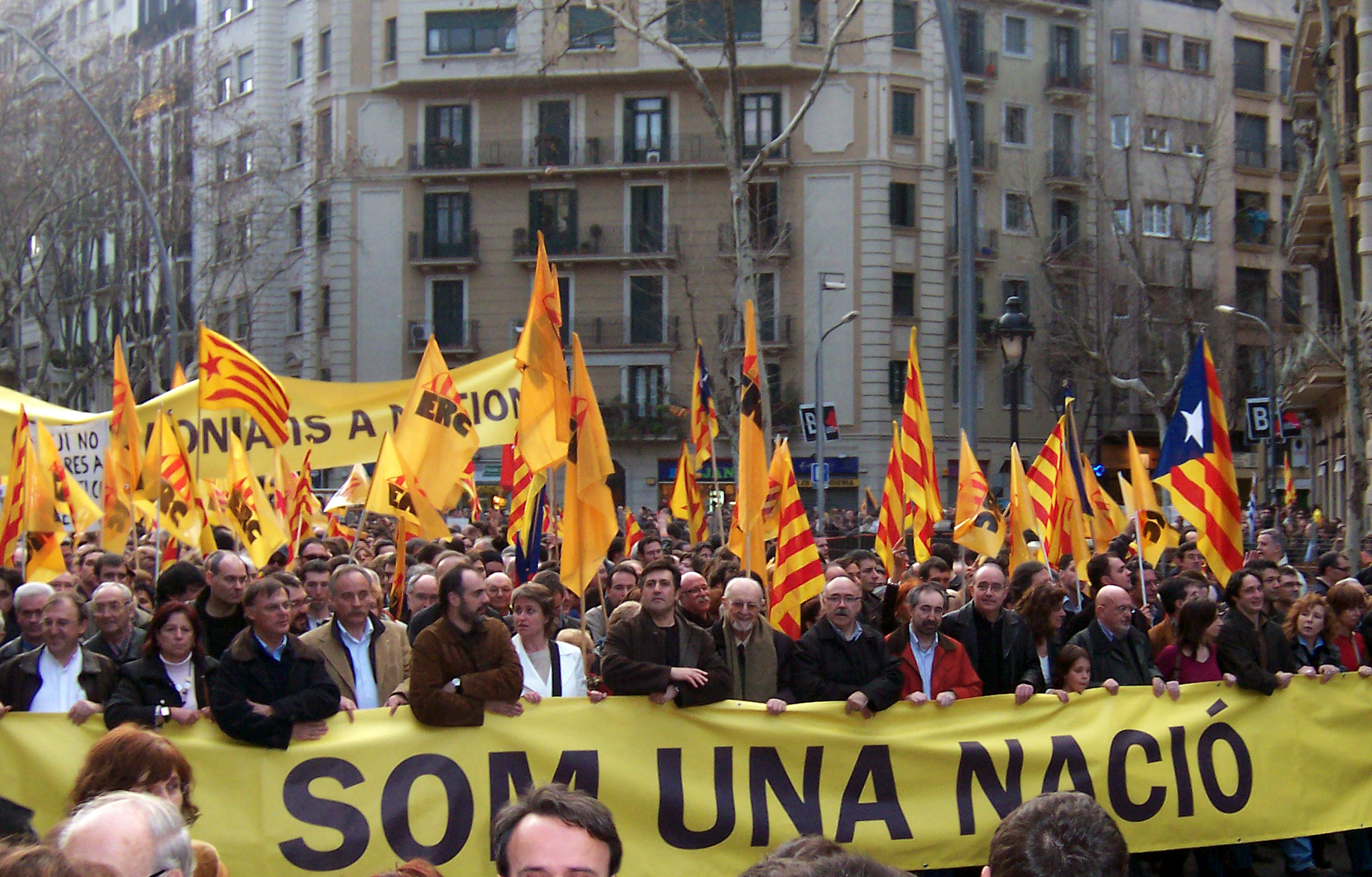
Демонстрація у Барселоні, організована «Республіканською лівицею Каталонії» 18 лютого 2006 р. під гаслом «Ми є окремою нацією» ("Som una nació")

Республіканські ліві Каталонії (кат. Esquerra Republicana de Catalunya, скорочено ERC) — ліва партія Каталонії, головною політичною метою якої є незалежність каталонських земель від Іспанії та Франції. Ідеологію партії можна оцінити як соціалістичну чи соціал-демократичну, націоналістичну та незалежницьку. Офіційним кольором партії є помаранчевий.
Головні політичні принципи партії визначено у Декларації про ідеологічні принципи (кат. Declaració Ideològica), розроблені у 1992 р. та ухвалені у грудні 1993 р. на 19-ому Національному конгресі партії. Згідно з ними «Республіканські ліві Каталонії» головною метою визначають територіальну єдність та незалежність каталонської нації, побудову власної демократичної держави, яка стала б частиною «європейського дому», захист довкілля, прав людини та народів, соціальний прогрес та національну солідарність каталонців.
Згадані вище принципи визначаються словами, які є складовою назви партії: «республіканський лад» на відміну від іспанської конституційної монархії, «ліві» — соціалістична програма, «Каталонія» — незалежність усіх каталонських земель.
Попри те, що у програмних принципах йдеться про незалежність Каталонії, у 2006 р. партія виступила проти змін до Статуту Автономної області Каталонія, які передбачали розширення самоуправління, оскільки не йшлося про справжню незалежність. Ця позиція призвела до парламентської кризи та дострокових виборів до Парламенту Каталонії того ж року.
За результатами виборів 1 листопада 2006 р. до Парламенту Каталонії партія представлена 21 депутатом (третя за чисельністю депутатська група). «Республіканські ліві Каталонії» є складовою частиною панівної парламентської коаліції, т. зв. «трипартиту» (кат. tripartit). В іспанському парламенті представлена 3 депутатами (п'ята за чисельністю група депутатів), у європейському парламенті — 1 депутатом. Партія представлена 4 радниками (депутатами) у Міській раді Барселони.
Партія представлена і в парламентах інших автономних каталаномовних територій: 1 депутатом у Парламенті Балеарських о-вів (пані Аспара́нса Марі́, кат. Esperança Marí) та 1 радником на о-ві Майорка (п. Жуа́н Лязо́, кат. Joan Lladó). Партія представлена у 8 муніципалітетах о-ва Майорка та одному на о-ві Ібіса.